# Kenas-unarpe
Kenas-unarpe (en aïnou ケナㇱウナㇻペ) est chez les Aïnous un kamuy (esprit). Elle est un monstre buveur de sang qui attaque les chasseurs. Cependant elle peut aider les femmes lors de l'accouchement.
Elle serait issue de la décomposition des outils que certains kamuy auraient utilisés pour créer la terre.
Elle prend souvent l'apparence de Hasinaw-uk-kamuy, la déesse de la chasse pour attirer les chasseurs ensuite de quoi elle les tue et boit leur sang.
L'association de Kensah Unarabe avec le sang fait qu'elle est invoquée lors des accouchements.